# Status quo ante bellum
Begrebet status quo ante bellum kommer fra latin og betyder bogstaveligt talt som tingene var før krigen. Begrebet blev oprindeligt brugt i fredsaftaler for at henvise til tilbagetrækningen af fjendtlige styrker og genopretningen af lederskabet før krigen. Det vil sige, at ingen af siderne fik eller mistede territorier eller økonomiske og politiske rettigheder. Modsætningen er uti possidetis hvor hver side beholder det territorium eller de ejendele de besidder ved slutningen af krigen.